# Квестор
Кве́стор (лат. quaestor, від лат. quaerere, досл. «розпитувати, розслідувати») — один з римських ординарних магістратів, який наглядав за фінансовими справами держави та її армії. Це була перша офіційна посада в cursus honorum.

## Історія
Ця посада з'явилася ще за часів Римського царства. Спочатку квесторів було двоє, з 421 р. до н. е. — 4, причому до цієї посади стали допускатися і плебеї. Пізніше це число подвоїлося, в 82 році до н. е. досягло 20, а при Цезарі через властиве його періоду розширення бюрократії — 40.
З цього числа ті, хто залишався в місті для завідування скарбницею і архівом, були quaestores urbani (aerarii), інші прикомандировувалися до воєначальників для ведення фінансових справ їх армій (видача сум на зміст, сплата платні і т. д.), треті з тією ж метою посилалися в провінції до проконсулів і пропреторів, а четверті спостерігали в приморських містах і деяких інших місцях за надходженням митних зборів і іншими господарськими справами держави. Один такий квестор знаходився в Галії, інший — в Остії (лат. quaestor Ostiensis) і стежив за зерновим постачанням (лат. res frumentaria).

## Вимоги до квесторів
Закон 180 р. до н. е. Villia annalis встановив мінімальний вік для отримання квестури — кандидат повинен був заздалегідь відбути 10 років військової повинності або, принаймні, протягом цього часу пред'явити себе до набору, а оскільки відбуття військової повинності починалося з 17 років, то квестором можна зробитися не раніше 27 років.
Після реформ Сулли у 81 р. до н. е. мінімальний вік для квесторства був встановлений в 30 років для патриція і 32 для плебея, а обрання квестором автоматично надавало членство в Сенаті.

## Обов'язки таповноваженняквесторів
Квестори були спочатку лише загальними помічниками консулів без якої-небудь спеціальної компетенції. Пізніше їх положення зробилося самостійнішим: вони стали обиратися в трибутних коміциях і тоді вони поступово стали спеціалізуватися в двох областях — кримінальній юрисдикції і завідуванні державною скарбницею і державним архівом. Проте поки кримінальна юрисдикція перебувала в руках консулів, квестори, як їх помічники, проводили попереднє слідство (лат. quaestores parricidii). Коли ж приблизно в середині Республіки кримінальний суд перейшов до народних зібрань, а потім до quaestiones perpetuae, роль квесторів в цій області закінчилася і стала розвиватися їх функція завідування державним казначейством. У їх обов'язки стали входити зберігання казенної готівки (лат. pecuniam publicam custodire), ведення прибутково-видаткових книг (лат. rationes referre) і т. д. Після того, як квестори стали тими хто вів державний архів, присяга магістратів на вірність законам стала здійснюватися перед квесторами.
Квестори здійснювали також продаж оброблених і розмежованих земельних ділянок (agri limitati), які називалися вже agri quaestorii.